# 幽玄洞
幽玄洞（ゆうげんどう）は、岩手県一関市東山町にある鍾乳洞である。
見所にひょうたん池や浄魂の泉（水深10メートル以上の地底湖）がある。

## 概要
1980年（昭和55年）に発見された幽玄洞は、3億5千万年前の地層に属し、日本で最古の鍾乳洞と言われている。
洞窟を胚胎する石灰岩層には、ウミユリ、三葉虫、フズリナ、古代珊瑚など、3億5千万年前の化石がみられ、浅い海底であったことがわかる。
幽玄洞出口の対岸は観音霊山として古くから信仰の場になっている。
- 開洞時間（年中無休）
  - 4月から9月 - 8時30分から18時まで
  - 10月から11月 - 8時30分から17時まで
  - 12月から3月 - 9時から16時まで

## 見所
「入口」　

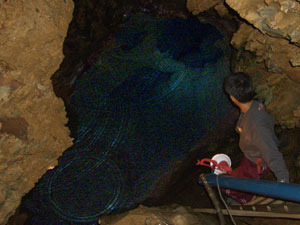
浄魂の泉

豊乳浄土、いのち観音、水月観音、ウミユリ本体の群生化石、浄魂の泉（地底湖）、ストローつらら石、幽玄の滝、三葉虫（化石）、コウモリの宿、蓮華の壁、ひょうたん池、渦状石筍、四方珊瑚（化石）、洞穴サンゴ（化石）
　「出口」

## 交通
- JR大船渡線 猊鼻渓駅を利用。（約1.5km）。